# Raffaele Marciello
Raffaele Marciello, surnommé Lello, né le 17 décembre 1994 à Zurich (Suisse) est un pilote automobile italo-suisse.
Après des débuts en karting en 2005 et quelques succès, il débute en monoplace en 2010 en Italie dans le championnat de Formule Abarth, qu'il termine à la troisième place. Il obtient la même position au championnat italien l'année suivante en catégorie Formule 3, ce qui lui permet, après un bref passage en Formule Toyota, de progresser en Championnat d'Europe de Formule 3 en 2012. Il devient Champion d'Europe de Formule 3 en 2013. Il est considéré comme l'un des espoirs du sport automobile italien et est membre de la Ferrari Driver Academy de 2010 à 2015.

## Biographie

### Origine et famille
Raffaele Marciello naît à Zurich en Suisse, de parents italiens, originaires de Caiazzo et ayant déménagé en Suisse pour des raisons professionnelles. Il a vécu à Lugano et Caslano, dans le canton du Tessin (Suisse), près de la frontière italienne, ainsi qu'a Maranello (Italie).

### 2005: Débuts en karting national et premières victoires
Raffaele Marciello fait ses débuts en karting en 2005 en disputant plusieurs championnats européens. Il alterne les victoires et les places d'honneur en catégorie Super Mini.
Le 20 mars, il dispute la Coupe de Printemps (Coppa di Primavera) sur le circuit d'Osogna dans le Tessin en catégorie Super Mini. Il domine les essais, les manches qualificatives ainsi que la finale.
Le 17 avril, il prend part à la toute première épreuve du Championnat de Suisse Super Mini à Locarno. Il termine premier de la pré-finale et obtient le même résultat lors de la finale.
La seconde épreuve du championnat suisse est disputée une semaine plus tard à Levier, en France, Raffaele Marciello réalise un résultat identique à la première épreuve, à savoir une double victoire, en remportant les 20 points de la pré-finale, puis ceux de la finale.
La troisième manche est disputée le 16 mai à Wohlen, dans le Canton d'Argovie. Il termine septième de la pré-finale ainsi que de la finale.
En juillet, le championnat suisse reprend à Osogna. Il termine cinquième puis troisième des deux courses.
Le championnat se poursuit à Chiavenna, au nord de l'Italie et Marciello reprend sa domination du début de saison en remportant les deux courses.
La dernière manche du championnat suisse le voit terminer en seconde position lors des deux courses remportées par Jimmy Antunes, ce dernier finissant deuxième au classement du championnat derrière Marciello.

### 2008: Saison mitigée en karting
Il participe ensuite à des compétitions plus relevées mais a plus de mal à se distinguer lors des compétitions internationales. Il finira quand même par remporter le Copa Campeones Trophy et terminer troisième de la course Torneo Industrie.

### 2009: Dernière saison complète en karting et premiers essais en monoplace
Il termine troisième du Trophée Andrea Margutti l'année suivante. Il participe alors à plusieurs compétitions officielles de la CIK-FIA et ses résultats sont mitigés : malgré une quatorzième place à la Monaco Kart Cup et vingt-et-unième place en Coupe du monde, il réussit à terminer quatrième du Championnat d'Europe.
Marciello monte pour la première fois dans une monoplace à l'occasion d'un test en Formule BMW. Il effectue ensuite d'autres essais en Formule Renault 2.0.

### 2010: Formule Abarth
Il progresse en catégorie KF2 en 2010 et participe à une seule course : le Trophée Margutti, qu'il termine en vingt-quatrième position avant de se consacrer à la monoplace.
Marciello participe au championnat italien de Formule Abarth pour le compte de l'équipe JD Motorsport. Il gagne la première course disputée à Misano et termine troisième de la seconde course. Il termine deuxième lors de la première course de Magione mais doit abandonner lors de la seconde manche. Il est victime d'un accident spectaculaire lors de la première manche du meeting d'Imola où il voit sa monoplace partir en tonneau au virage de Rivazza. Blessé, il ne reprend pas le départ de la seconde manche. Toujours affaibli par cet accident, il réussit malgré tout à décrocher une victoire lors de la seconde course de Varano, mais ses résultats baissent en fin de saison.
Il réussit cependant à décrocher une troisième place au classement final. Il avait d'ailleurs intégré la Ferrari Driver Academy (filière des jeunes pilotes de la Scuderia Ferrari) tout comme le champion en titre de la Formule Abarth, le français Brandon Maïsano.

### 2011: Débuts en Formule 3
En 2011, Marciello participe au Championnat d'Italie de Formule 3 dans l'équipe Prema Powerteam. Il est alors le plus jeune pilote du plateau (16 ans). Il termine sur le podium lors de la toute première course du championnat à Franciacorta et finit sixième de la seconde manche. Il termine ensuite à la dixième place à Misano mais profite de la grille inversée de la seconde manche pour s'imposer. Après un meeting d'Imola mitigé, il participe à une manche du Championnat britannique de Formule 3, à Spa-Francorchamps, cette épreuve comptant aussi pour le Trophée international de Formule 3 de la FIA. Marciello est contraint à l'abandon pendant la première manche mais termine à la quatrième place devant quelques ténors du championnat britannique lors de la dernière course. Le quatrième rendez-vous du championnat italien est disputé une semaine plus tard sur ce même circuit. Il termine alors troisième de la première manche puis quatrième de la seconde. Il remporte ensuite une course à Adria puis obtient deux podiums en fin de saison, à Vallelunga et Monza. Il est entre-temps régulier car il réalise trois sixièmes places consécutives
Marciello termine finalement troisième du championnat d'Italie, remporté par Sergio Campana et manque de peu le titre de meilleur débutant (rookie). Il devance cependant Brandon Maïsano, son coéquipier au sein de la FDA.
En fin de saison, Renault Sport Technologies invite Marciello à participer aux essais privés de la Formula Renault 3.5 Series sur le circuit de Motorland Aragon (Espagne) au volant d'une Dallara de Formule Renault 3,5 Litres de l'écurie Comtec Racing. Lors de la demi-journée qui lui est octroyée, il boucle 41 tours et termine quatrième de la séance.

### 2012: Premiers succès internationaux
Pendant l'intersaison, Raffaele Marciello effectue une pige en Formule Toyota (Toyota Racing Series), un championnat de monoplaces disputé en Nouvelle-Zélande. Le format du championnat est alors très particulier : le meilleur temps des qualifications détermine la grille de départ de la première course d'un meeting, la grille de la seconde manche est obtenue grâce à la moyenne des deux meilleurs temps de chaque pilote et la grille de la dernière manche est obtenue avec les résultats de la seconde et utilise le système de grille inversée pour les six premiers.
Marciello, embauché par l'écurie M2 Competition, se classe troisième sur la grille de la première course du premier meeting, disputé sur le circuit de Teretonga Park puis se classe huitième sur la grille de la seconde course. Au départ de la course, Marciello conserve sa position, mais au premier virage, le leader de la course se rabat soudainement juste devant lui, et il ne peut éviter l'accrochage et doit abandonner. Marciello remonte ensuite de la huitième à la cinquième place lors du Spirit of a Nation Trophy (la seconde manche du week-end). Parti deuxième de la course 3, il prend la tête mais se fait heurter par un concurrent au troisième tour et doit conclure son premier weekend néo-zélandais par un second abandon.
Le second meeting est disputé sur le Timaru Raceway, Marciello se classe dixième de la première course et obtient la même place lors de la seconde (le Timaru Herald Trophy) à la suite d'une averse et d'un choix de pneus tardif. Il termine cinquième de la dernière manche.
Les 28 et 29 janvier, le plateau des Toyota Racing Series se déplace au Taupo Motorsport Park, un circuit avec des enchaînements très techniques qui rappelle les circuits européens. Il termine quatrième des 15 tours de la première manche. Il obtient son premier podium dans la discipline à l'occasion de la seconde manche mais abandonne lors du Denny Hulme Memorial Trophy, dernière course du meeting. Il sera quand même classé dix-huitième.
Le quatrième et avant-dernier rendez-vous du championnat se dispute sur le Hampton Downs Motorsport Park début février. Marciello termine cinquième de la première manche et remporte sa toute première victoire dans la discipline dans la deuxième course. La dernière course, la New Zealand Motor Cup, est remportée par Nick Cassidy, il se classe alors huitième.
Lors du dernier meeting du championnat disputé à Manfield mi-février, le Dan Higgins Trophy, Marciello termine dixième de la première manche. Il finit septième de la seconde manche dont le format est inhabituellement inversé avec la dernière course (la grille de la dernière manche est déterminée grâce aux qualifications et non plus grâce à la grille inversée). La toute dernière course du championnat est le 57e Grand Prix automobile de Nouvelle-Zélande : la course est remportée par Cassidy qui remporte le championnat tandis que Marciello est contraint à l'abandon.
Raffaele Marciello termine le championnat à la neuvième place. Ce passage en Formule Toyota permet à Marciello de côtoyer ses futurs adversaires qui le rejoindront plus tard en Formule 3 tels Nick Cassidy ou encore Lucas Auer, Hannes Van Asseldonk, Josh Hill, Jordan King, Felix Serralles et Dmitry Suranovich.
Il participe ensuite à la Formule 3 Euro Series et au Championnat d'Europe de Formule 3 qui fait son retour, toujours avec Prema Powerteam, entouré de trois coéquipiers (dont Daniel Juncadella, vainqueur de plusieurs courses l'année passée, le californien Michael Lewis, son ancien adversaire en F3 italienne ainsi que l'allemand Sven Müller). La plupart des courses sont disputées en même temps que la F3 Euro Series, excepté deux manches : celles de Pau, et de Spa-Francorchamps, disputées avec la Formule 3 britannique.
Plusieurs séances d'essais sont organisées avant le début de saison de la F3, notamment celle de Valencia (Espagne) qui le voit faire ses tout premiers tours de roue avec Prema et terminer à une troisième place lors de la seconde journée. Marciello participe également aux tests de Barcelone et de Misano avant de démarrer sa saison de course.
Le championnat d'Europe démarre à Hockenheim les 28 et 29 avril en lever de rideau du DTM. Marciello termine sixième de la toute première course de la saison, remportée par Daniel Juncadella. Le système de grille inversée pour la course 2 lui permet de partir en troisième position. Il prend la tête de la course ensuite et passe le premier la ligne d'arrivée. La course 3 est dominée par Juncadella et Marciello termine treizième.

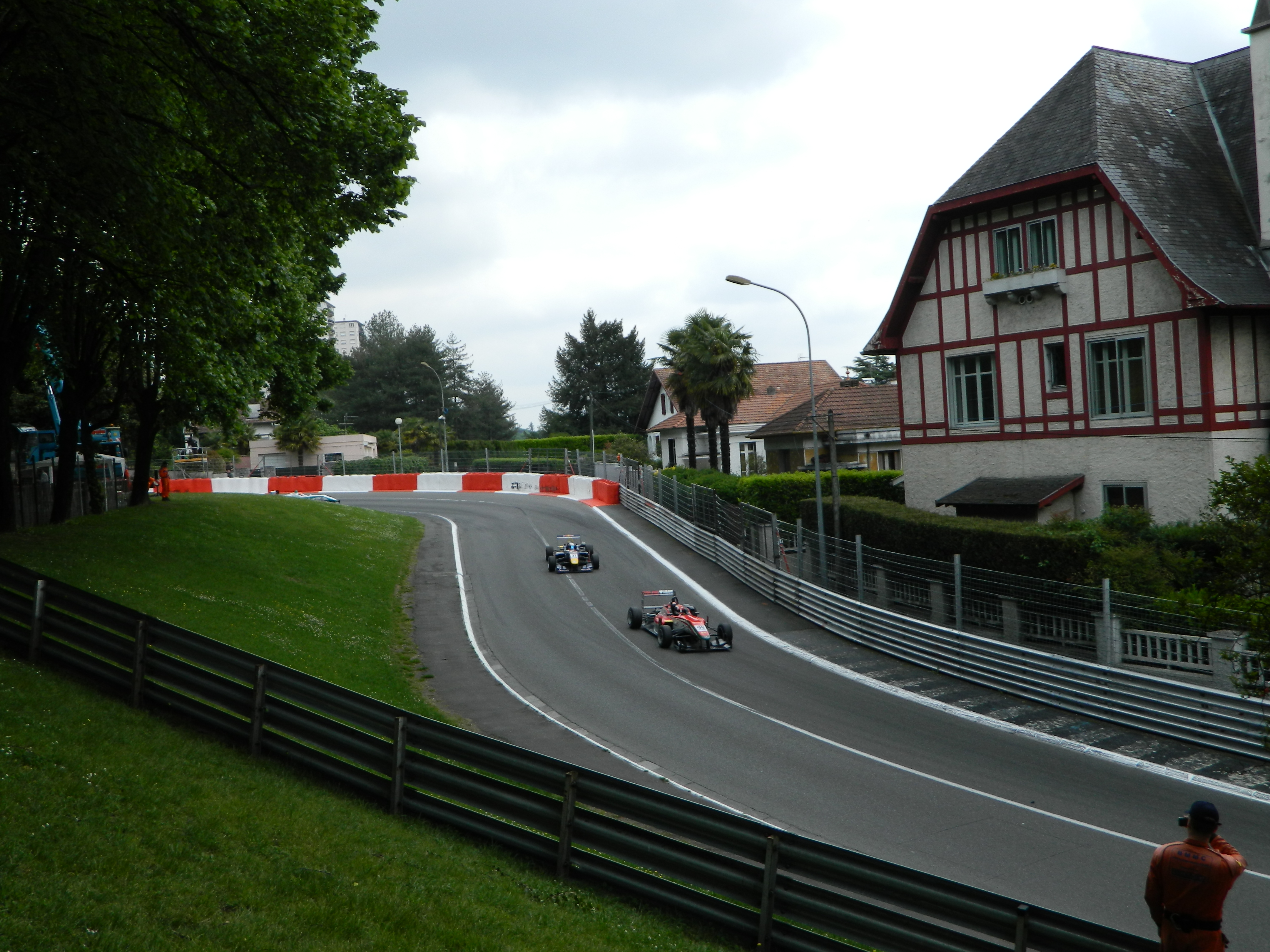
Marciello devant Carlos Sainz au Grand Prix de Pau 2012.

Marciello participe ensuite à l'une des plus importantes épreuves de la saison de F3 Européenne, le Grand Prix de Pau (course jumelée avec le Championnat britannique et qui ne comporte que deux courses au lieu de trois). Auteur de la pole position, il s'impose lors de la première course du weekend après avoir mené seul du départ à l'arrivée et signé le meilleur tour en course. Il domine également le Grand Prix de Pau proprement dit en ayant plus de 13 secondes d'avance sur son poursuivant, Carlos Sainz Jr..
Lors du début de saison après Pau, il remporte deux courses à Brands Hatch, mais la course sprint (course 2) est remportée par Jazeman Jaafar.
Il remporte ensuite la première course sur le Red Bull Ring (Autriche). Le britannique William Buller était en pole position mais doit contenir Marciello pendant le premier tour. Celui-ci finit par prendre l'avantage au deuxième tour, après une manœuvre décisive. Il ne quitte plus sa position jusqu'au drapeau à damier, malgré une intervention de la voiture de sécurité qui réduit son avance en fin de course. Lors de la seconde course, Marciello est en lutte avec l'allemand Pascal Wehrlein pour le compte de la sixième place mais c'est finalement le pilote de Mücke Motorsport qui remporte le duel à cause d'une erreur de Marciello. Sa sixième position est ensuite menacée, notamment par son coéquipier Daniel Juncadella, puis par Carlos Sainz Jr. et il termine neuvième. Placé quatrième sur la grille, il cale au départ de la troisième et dernière course du weekend, et réussit malgré tout à remonter au huitième rang.
La manche suivante est celle du Norisring, circuit urbain tracé dans les rues de Nuremberg (Allemagne). Les courses sont disputées en lever de rideau du Trophée du Norisring de DTM et les manches F3 comptent pour la F3 Euro Series, le championnat d'Europe et le championnat britannique, ce qui porte le nombre de monoplaces engagées à 28. Marciello part en pole position de la première manche mais rate son départ et chute au cinquième rang. C'est son rival et néanmoins coéquipier Juncadella qui s'empare de la tête de la course dès le début. Un duel entre ce dernier et Pascal Wehrlein tourne à l'accrochage, Wehrlein perd plusieurs positions et Marciello en profite pour revenir sur Juncadella. Le catalan et l'italien finissent par s'accrocher et Marciello est contraint à l'abandon. Juncadella passe la ligne le premier mais est finalement exclu et sa victoire lui est retirée. En course 2, Juncadella et Marciello partent tous deux en fond de grille, Juncadella parvient à terminer onzième mais Marciello se contente de la dix-septième place de cette manche remportée par Harry Tincknell. Il prend sa revanche lors de la dernière course du weekend en prenant l'avantage sur Wehrlein parti en pole position, juste après la rentrée de la voiture de sécurité, intervenue au départ à cause de fortes pluies, c'est cette même pluie qui forcera la direction de course à écourter l'épreuve. Marciello ne marque alors que la moitié des points prévus. Il est quand même en tête du championnat d'Europe à la mi-saison.
En juillet, Marciello participe aux Masters de Formule 3, disputés sur le circuit de Zandvoort. Il termine deuxième derrière Juncadella qui prend le large dès le départ et qui ne sera pas inquiété par la suite.
Le championnat d'Europe reprend fin juillet avec des manches disputées dans le cadre du championnat britannique sur le circuit de Spa-Francorchamps en support des 24 Heures de Spa. Le plateau est alors constitué de 29 voitures. Marciello termine seulement onzième de la première manche. La deuxième manche, qui comptait pour la F3 britannique mais pas le championnat d'Europe, a été annulée en raison de la pluie. La troisième manche voit Raffaele Marciello terminer quatorzième après avoir été percuté par Felix Rosenqvist.
La septième manche du championnat d'Europe (et cinquième manche de la F3 Euro Series) est disputée sur le Nürburgring le weekend des 18 et 19 août, Marciello y termine sixième de la première course, remportée par Juncadella et termine deuxième lors de la course 2 remportée par Alexander Sims, qui fait son retour en F3, ce qui lui permet de se qualifier pour le Grand Prix de Macao. Marciello est contraint à l'abandon lors de la dernière manche à la suite d'un accrochage avec son coéquipier Sven Müller.
La Formule 3 revient sur le circuit hollandais de Zandvoort pour disputer une manche qui compte pour les deux championnats, toujours en support du DTM, le peloton étant alors réduit à seulement 14 monoplaces. Raffaele Marciello termine quatrième de la première manche, termine treizième de la seconde course à cause d'un accrochage avec son coéquipier Michael Lewis (cette course est par ailleurs écourtée à cause d'une pluie diluvienne). Sven Müller était en pole position sur une piste humide pour la troisième manche, et le départ a été effectué derrière la voiture de sécurité. Quand cette dernière commence à s'écarter, Müller freine violemment pour éviter de la doubler. Raffaele Marciello ne peut pas l'éviter et percute l'arrière de la monoplace de son coéquipier, les deux pilotes étant contraints à l'abandon.
L'avant-dernière manche du championnat est disputée sur le Circuit Ricardo Tormo, à proximité de Valencia (Espagne), Marciello décroche la pole position de la course 1 mais se fait dépasser par le suédois Felix Rosenqvist qui finit par recevoir une pénalité en raison de son mauvais placement sur la grille de départ (ce qui lui avait permis de doubler Marciello). Marciello récupère la tête et passe tout le reste de la course à résister aux assauts de son coéquipier Juncadella. Il s'impose néanmoins dans cette première manche. La chance tourne lors de la seconde course où il est victime d'un accident et est relégué à la troisième place du classement de la F3 Euro Series par Pascal Wehrlein. Marciello décroche un podium lors de la dernière manche où il termine à 14 secondes du vainqueur Rosenqvist.
La dernière manche est disputée de nouveau à Hockenheim. En première manche, Juncadella est deuxième derrière Rosenqvist (une position qui lui assurerait mathématiquement le titre), puis est victime d'une casse mécanique à quelques encablures de l'arrivée, permettant à Wehrlein et Marciello de combler l'écart au championnat. Un abandon précoce en deuxième manche (à nouveau sur casse mécanique) et un nouveau podium de Marciello lui permet de revenir à 13 points au championnat. Lors de la dernière course du championnat, une simple quatrième place permet à Juncadella de s'adjuger le titre de champion de Formule 3 Euro Series ainsi que celui de champion d'Europe de Formule 3 FIA. Raffaele Marciello termine vice-champion d'Europe de F3 2012 avec 23,5 points derrière son coéquipier Juncadella et troisième de la F3 Euro Series.
En novembre, Marciello est engagé au Grand Prix de Macao de Formule 3 2012, l'unique manche de la Coupe intercontinentale de F3, disputée en fin de saison et réunissant les meilleurs pilotes et écuries de la discipline. Son écurie habituelle Prema Powerteam aligne Marciello ainsi que Juncadella, Sven Müller et le néerlandais Hannes van Asseldonk qui remplace au pied levé Michael Lewis. Bien qu'il considère Juncadella comme favori dans son écurie, le dirigeant de l'écurie Angelo Rosin tient compte de la forme du jeune italien : « Juncadella sera incontestablement l'homme à battre. Cependant, Marciello est très rapide lors des courses en ville. Il avait effectué un travail remarquable à Pau ». Marciello termine dixième des qualifications derrière Juncadella en troisième position, mais devance ses deux autres coéquipiers. Le course qualificative, remportée par le portugais António Félix da Costa voit Marciello terminer en onzième position à 16 secondes du leader derrière Alexander Sims. Il part donc de la onzième place sur la grille du Grand Prix le jour suivant. Dès le premier tour du Grand Prix, l'allemand Lucas Wolf abandonne, et un peu plus tard, c'est Juncadella qui est aussi contraint à l'abandon après avoir percuté le mur. Marciello est alors revenu à la septième place, mais se fait dépasser par Pipo Derani au freinage de l'Hôtel de Lisbonne, en bout de ligne droite. Après de multiples nouveaux incidents de course, Marciello termine huitième à 14 secondes du vainqueur da Costa.
Marciello participe une seconde fois aux essais privés de la Formula Renault 3.5 Series le 21 novembre 2012 avec l'équipe Fortec Motorsport, il découvre le nouveau modèle de Formule Renault 3.5 et se classe sixième de la première journée sur le circuit Motorland Aragon (Espagne). Son temps se situe à un peu plus d'une seconde du premier de la séance, le britannique Will Stevens. Marciello déclare ensuite : « J'avais effectué une demi-journée à bord de l'ancienne voiture, aujourd'hui c'est la première fois que je pilote cette version et je dois admettre que je suis assez impressionné. Ce n'est pas la puissance du moteur qui interpelle, car finalement on s'y habitue assez vite, c'est surtout l'appui aérodynamique. On rentre plus fort qu'une F3 en courbe et on garde beaucoup plus de vitesse dans les virages. Rien n'est encore décidé pour la saison prochaine. C'est une année charnière, il faudra faire le bon choix ».

### 2013: Champion d'Europe de Formule 3
Pour la saison 2013, la Fédération internationale de l'automobile a repensé le format du Championnat d'Europe après son retour de 2012, la Formule 3 Euro Series est alors absorbée dans le championnat et disparaît définitivement. Le championnat européen récupère alors le promoteur de l'Euro Series (ITR, également organisateur du DTM). Désormais les meetings sont composés de trois courses qui durent 35 minutes maximum chacune. Cette mutation du championnat attire les meilleurs écuries d'Europe si bien que presque 30 pilotes s'inscrivent au championnat.
Marciello, vice-champion de l'année précédente est reconduit chez Prema Powerteam en compagnie de trois nouveaux coéquipiers (Lucas Auer, Eddie Cheever III et Alex Lynn) et porte le numéro 1 sur la Dallara F312 à moteur Mercedes-Benz laissée par le champion 2012 Daniel Juncadella, parti en DTM. Avant de se rendre à la première épreuve du championnat, deux jours d'essais privés officiels ont lieu sur le circuit de Catalogne. Marciello domine la première séance matinale du 8 mars, puis est classé onzième à 401 millièmes du meilleur temps réalisé par son coéquipier Lucas Auer lors de la session de l'après-midi. Il est septième de la première séance du 9 mars et treizième de la seconde et ses chronos sont réguliers.
La première manche est disputée à Monza les 23 et 24 mars en course support du Championnat du monde des voitures de tourisme (WTCC). Une séance de test a tout de même lieu le mardi précédant le weekend de course sur ce même circuit, Marciello termine cinquième de la première session et troisième de la seconde. Au début du weekend de course, l'allemand Pascal Wehrlein, qui dispute son dernier weekend en F3 après avoir été confirmé comme pilote officiel Mercedes-Benz en DTM en remplacement de Ralf Schumacher, décroche la pole position de la première manche mais est dépassé par Marciello dès les premiers mètres de l'épreuve. Celui-ci ne quitte plus sa première place et remporte la première course de la saison, Wehrlein finissant troisième derrière Lucas Auer, nouveau coéquipier de Marciello chez Prema. Une très forte pluie s'abat lors de la journée de dimanche. Pascal Wehrlein est en pole position de la seconde manche et le départ est donné derrière la voiture de sécurité. Quand la course débute, Wehrlein sort de la piste et Marciello récupére la tête de course. L'allemand reprend l'avantage quelques tours plus tard, aidé par un retardataire. La course se termine derrière la voiture de sécurité, à la suite d'un accident spectaculaire impliquant Mans Grenhagen, Jordan King et William Buller. Pascal Wehrlein s'impose devant Marciello. Celui-ci part en pole position de la course 3 et le départ est une fois de plus donné derrière la voiture de sécurité à cause de la pluie. Lorsque les monoplaces sont libérées, il creuse rapidement l'écart sur Wehrlein. La voiture de sécurité fait son retour à la suite de nombreux accidents, les conditions de courses se détériorent et la course est définitivement arrêtée après seulement neuf tours, dont quatre derrière la voiture de sécurité, et seule la moitié des points est attribuée. Marciello s'impose donc lors de la dernière manche.
Le second rendez-vous est disputé à Silverstone, en tant que « course support » des 6 Heures de Silverstone (manche du Championnat du monde d'endurance FIA). Lors de ce weekend, Marciello présente une application sur smartphone qui permet aux fans de suivre ses résultats et ses dernières actualités. Harry Tincknell remporte la course à domicile, et Marciello termine sixième après un duel avec Lucas Auer, ce dernier ayant finalement le dernier mot et dépassant Nicholas Latifi pour finir quatrième. Marciello termine deuxième de la seconde manche à trois secondes du vainqueur Felix Rosenqvist après plusieurs dépassement sur Harry Tincknell et William Buller réalisés notamment grâce à l'intervention de la voiture de sécurité en début de course. Lello remporte la troisième manche disputée le lendemain après une bagarre avec Alex Lynn, puis un autre duel avec Rosenqvist.
Le Championnat DTM 2013 reprend le week-end des 4 et 5 mai à Hockenheim, et désormais toutes les autres courses de F3 européenne sont organisées en lever de rideau de ce championnat (excepté l'avant-dernière manche, disputée sur le circuit italien de Vallelunga en lever de rideau des Superstars Series). Étant parti en pole position, Marciello s'impose lors de la première course d'Hockenheim après avoir dominé la manche sous la pluie, et ce, malgré un tête-a-queue. Il termine tout de même avec plus de 14 secondes d'avance sur Félix Serralles. Marciello, de nouveau parti en pole position, réalise le doublé lors de la course suivante de l'après-midi en dominant de la même manière que lors de la première manche. Lors de la troisième manche, il part dixième sur la grille. Lorsque le départ est donné, il entreprend de doubler plusieurs de ses concurrents et il est déjà sixième à la fin du premier tour, puis il double Alex Lynn et résiste à Jordan King. Il termine donc quatrième de cette manche.
Deux semaines plus tard, à Brands Hatch, l'écurie Prema réalise le triplé lors de la première course, Marciello finissant second après avoir lutté pour la victoire avec Alex Lynn. Il reprend l'avantage et s'impose après un nouveau duel avec l'anglais lors de la course 2. Il récidive lors de la troisième manche, mais est finalement disqualifié pour avoir utilisé un premier rapport de boîte de vitesses trop court.

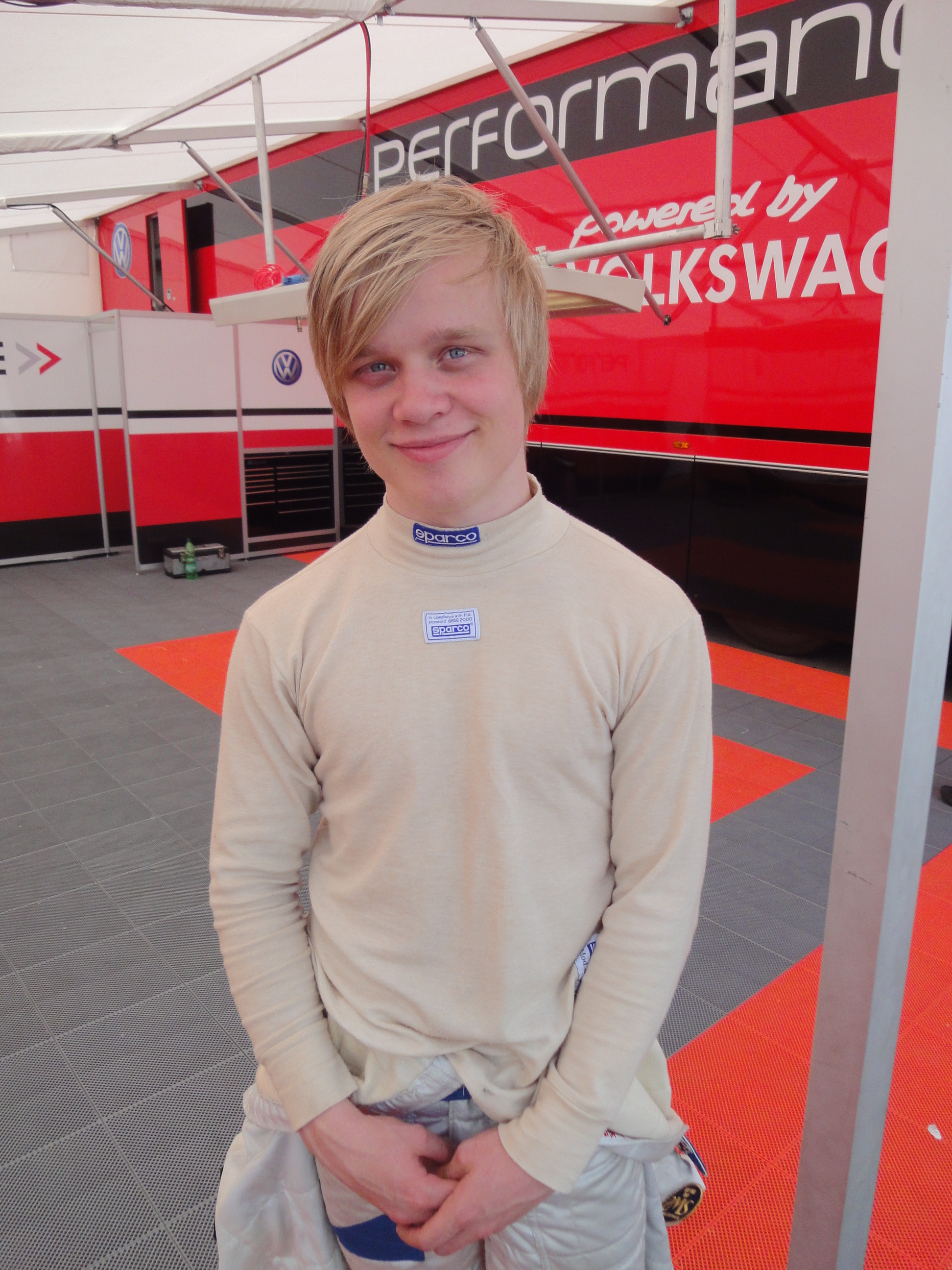
À la mi-saison, la plus grosse menace pour Lello au championnat est le suédois Felix Rosenqvist (ici en 2010).

Marciello arrive en tête du championnat lors de l'épreuve du Red Bull Ring, en Autriche grâce à ses nombreuses places d'honneurs et à une opposition clairsemée mais la première manche du weekend autrichien est dominée par le suédois Felix Rosenqvist. Marciello ayant échoué lors des qualifications, il ne part alors que treizième mais réussit à terminer en quatrième position. Comme lors de la première course, le russe Daniil Kvyat part en pole position et est immédiatement dépassé par Rosenqvist qui remporte de nouveau la course, Marciello ne finissant que treizième. Le même scénario se répète une troisième et dernière fois lors de la course du dimanche, Rosenqvist prend la tête mais Marciello, parti deuxième sur la grille, finit par se faire dépasser par Lucas Auer et commet une sortie de piste, ne revenant sur la piste qu'en huitième position. Marciello réussit quand même à terminer sixième de cette course remportée par Rosenqvist qui devient son plus sérieux rival au championnat, bien qu'il ait conservé sa première place au classement général. À la mi-saison, la traditionnelle course hors-championnat des Masters de Zandvoort disputée début juillet est remportée par Rosenqvist (seconde victoire après 2011). Marciello n'est pas engagé dans cette course, son équipe préférant promouvoir un le britannique Emil Bernstorff, débutant.
Le championnat reprend une semaine plus tard pour les courses supports du Trophée du Norisring de DTM sur le Norisring, dans les rues de Nuremberg (Allemagne). En course 1, le britannique Tom Blomqvist l'emporte à la suite de pénalités. Felix Rosenqvist est pourtant parti en pole mais Raffaele Marciello a ensuite pris l'avantage. Il a passé la ligne d'arrivée en tête mais fait partie des nombreux pilotes pénalisés de 20 secondes pour avoir amélioré leurs temps sous drapeau jaune. Les sept premiers pilotes sont alors tous sanctionnés, sauf son rival Rosenqvist, arrivé deuxième mais non classé à cause d'un problème de carburant en qualification (il roulait grâce à un appel déposé par son écurie). Marciello est quant à lui provisoirement cinquième de la première course. La seconde course est disputée un peu plus tard dans l'après-midi, Lello est en pole mais il rate son départ, ce qui ouvre la porte à Alex Lynn. L'Italien enchaîne les erreurs dans le premier tour, permettant tour à tour à Felix Rosenqvist, Alexander Sims et Pipo Derani de le doubler. Lynn a alors creusé un petit écart à l'avant, Lello double Derani puis profite de la lutte entre Rosenqvist et Sims pour doubler ce dernier et finir deuxième derrière Lynn et Rosenqvist (ce dernier n'étant pas classé). En fin de journée, la direction de course annonce qu'elle a supprimé les pénalités infligées à 7 pilotes (dont Lello), Marciello avait donc bel et bien terminé la course 1 en tête. Le lendemain, une autre nouvelle est annoncée après l'imbroglio des pénalités : les résultats de Rosenqvist en course 1 et 2 sont bel et bien comptabilisés car le suédois a gagné son appel déposé après une disqualification provisoire pour son problème de carburant en qualification. Raffaele a alors bien terminé troisième de la course 2. En course 3 Raffaele Marciello part de la pole et résiste aux assauts de Alex Lynn au départ. Ce dernier doit céder face à Felix Rosenqvist. Le suédois a fini par prendre l'avantage sur Marciello qui termine deuxième. Après ces polémiques successives, Marciello a donc terminé vainqueur de la course 1, troisième de la course 2 et deuxième de la course 3.
Au mois d'août, le plateau de F3 européenne et DTM est rejoint par l'Auto GP pour la manche du Nürburgring. Marciello écrase littéralement la concurrence et domine les qualifications et les 3 courses du weekend. Le seul fait d'armes qui lui échappe est le meilleur tour en course 2, qui revient à son rival Rosenqvist. Marciello, menacé jusqu'alors par le suédois, prend une avance incroyable de 72,5 points sur Rosenqvist.
Le championnat organise des essais privés à Hockenheim, Marciello mène d'emblée la première session de tests de la première journée et termine deuxième de la seconde session à 102 millièmes d'Alexander Sims. Il est douzième de la première session du lendemain et cinquième de la seconde.
Marciello arrive à Zandvoort en solide leader du championnat d'Europe de Formule 3 2013 avec 372,5 unités. Il réalise alors des qualifications correctes mais sans faire partie du trio de tête. Lello s'élance depuis la cinquième place sur la grille de la course 1 et conserve cette position à l'arrivée après avoir tenté tant bien que mal de chiper la quatrième place à Jordan King. Le rival de Raffaele au championnat, Rosenqvist, part en pole position de la course 2 après avoir terminé deuxième de la première manche. Marciello est septième sur la grille, mais cale au moment du départ et termine la course en une décevante seizième position après avoir été impliqué dans l'accident de Lucas Wolf, ce qui constitue sa première sortie hors des points depuis la seconde manche du meeting de Spielberg 4 mois auparavant. Raffaele Marciello part depuis la cinquième position de la grille de la troisième course, il conserve sa position au départ et tente de rattraper ses adversaires avant de partir à la faute en fin de course dans le virage Mastersbocht. Lello, sorti précipitamment du virage, quitte la piste et sa voiture heurte latéralement le rail de sécurité, en cassant les fixations de sa suspension, Raffaele n'est pas blessé mais est ramené en ambulance au centre médical du circuit pour effectuer des examens. Pour Lello, cet abandon est le premier depuis la seconde course de Cheste (Valence) en 2012. Comble du malheur, c'est Rosenqvist qui s'impose dans cette manche. Bien que toujours en tête du championnat, l'italien voit son avance fortement diminuer et Rosenqvist n'est qu'a une dizaine de points du pensionnaire de la Ferrari Driver Academy.
Quelques jours après l'épreuve hollandaise, Luca Baldisserri, responsable de la FDA, fait part à la presse des différents choix de disciplines pour Lello en 2014. L'ingénieur piste en chef de la Scuderia explique vouloir placer Lello dans un championnat international de monoplaces relevé (tel que le GP2 Series ou la Formula Renault 3.5 Series) ou en DTM, où le rythme de travail des équipes se rapproche de la Formule 1 selon lui.
Le 9 octobre, La liste des engagés du Grand Prix automobile de Macao 2013 est révélée, Marciello est pour la seconde fois engagé à cette épreuve qui se dispute le 17 novembre 2013, Lello porte le numéro 8 sur sa monoplace et est accompagné de Lucas Auer et Alex Lynn ainsi que du jeune débutant français Esteban Ocon dans son écurie habituelle Prema.
Une journée d'essais privés est organisée le 10 octobre sur le circuit de Vallelunga pour préparer le meeting de courses qui débute le lendemain. L'emploi du temps est alors très serré, tous les essais et qualifications ont lieu le samedi ainsi que la première course, qui est remportée par Lello, parti en pole position et contraint de résister aux attaques d'Alexander Sims, l'italien finit par prendre le large. Bien que n'ayant pas marqué de points, Felix Rosenqvist fait sensation en remontant de la dernière à la onzième position. Deuxième sur la grille, Raffaele tente de récidiver mais il reste bloqué sur la grille de départ à cause d'un problème mécanique et est contraint à l'abandon. Lello assiste alors, impuissant, à la remontée fantastique de son adversaire suédois, parti du fond de grille et qui marque le point de la dixième place de la manche remportée par le coéquipier de Lello Alex Lynn. Raffaele Marciello, parti en pole, se fait doubler dans le premier virage par Pipo Derani mais le repasse au virage suivant et creuse l'écart, cet écart est réduit à la mi-course à cause de l'intervention de la voiture de sécurité à la suite d'un accident. Au restart, Marciello prend le large puis l'emporte peu après.
À la suite des deux victoires de Lello et des déconvenues de Rosenqvist, l'italien devance le suédois de 45,5 points avant le dernier meeting, disputé la semaine suivante à Hockenheim. Marciello et Rosenqvist se livrent alors à un impressionnant duel en qualifications, les deux sont tous deux qualifiés en première ligne des 3 courses, Lello décrochant la pole des courses 1 et 3. La première place de Lello est de courte durée en course 1 puisqu'il se fait dépasser par son rival dès le départ de la manche qui sera remportée par ce dernier avec 5 secondes d'avance sur Raffaele. Le pensionnaire de la Ferrari Driver Academy est alors très proche du titre, une quatrième place suffit pour devenir champion. En course 2, Rosenqvist prend un départ canon et Lello se fait dépasser par son coéquipier Alex Lynn, qui part à la chasse du pilote Mücke Motorsport et un autre coéquipier de Marciello, Lucas Auer, double l'italien et lui prend sa troisième place. Rosenqvist termine une nouvelle fois en tête devant Lynn et Auer ainsi que Marciello qui est sacré champion d'Europe de Formule 3 grâce à sa quatrième place. La toute dernière course du championnat est disputée le dimanche sous une pluie battante, le départ est donc donné derrière la voiture de sécurité. Marciello s'envole au départ mais est rattrapé par Rosenqvist en fin de course, l'italien remporte tout de même cette manche devant le suédois qui fait un baround d'honneur symbolique en terminant à seulement 2 dixième derrière Lello.
Quelques jours après son sacre en Championnat d'Europe, le pilote de la Ferrari Driver Academy se rend sur le circuit de Barcelone-Catalogne, en Espagne, pour les essais privés de fin de saison de la Formula Renault 3.5 Series (la discipline phare des World Series by Renault). Ces essais se sont déroulés sur piste sèche le premier jour et humide le second. Sixième de la première journée avec l'écurie DAMS en 1 minute 30 secondes et 247 millièmes, Raffaele avait pu rouler sous la pluie et signer le cinquième chrono (1 min 31 s 145) à bord de la monoplace de l'équipe Tech 1 Racing le lendemain. Marciello avait ensuite déclaré à la presse de s'être senti à l'aise au volant : « Je suis satisfait de la façon dont se sont passés ces essais et de mon adaptation à la voiture. Elle me rappelle beaucoup la Formule 3 que je pilote depuis quelques saisons. Je me sens bien physiquement puisque j'ai couvert plus de 100 tours sans éprouver la moindre fatigue ».
Le programme d'essais se poursuit le 24 octobre avec un test dans la Ferrari F10 engagée par la Scuderia Ferrari pendant le Championnat du monde de Formule 1 2010 sur le circuit de Fiorano (Italie). Le test est organisé par Ferrari pour récompenser le champion d'Europe de F3,.
Début novembre, Lello se rend sur le circuit Yas Marina d'Abou Dabi pour participer aux essais privés officiels des GP2 Series. Il est d'abord intégré à l'écurie Trident Racing et termine cinquième de la première séance du premier jour (mardi) avec 854 millièmes de retard sur le premier : l'américain Alexander Rossi, à noter que Marciello est classé premier débutant de la séance. La seconde séance de la journée est disputée en nocturne et Raffaele domine le classement de la session avec un temps de 1 minute 49 secondes et 811 millièmes. Son temps lui permet de pointer en tête au classement des temps cumulés de toute la première journée. La deuxième journée est également positive pour l'italien, il termine en tête de la séance matinale avec un temps de 1 minute 49 secondes et 598 millièmes et troisième de la séance de la soirée battant son précédent chrono de la première séance avec un temps de 1 minute 49 secondes 411 millièmes, à 208 millièmes du meilleur temps détenu par le leader Rio Haryanto. Pour la troisième et dernière journée de test, Marciello quitte Trident et intègre la formation espagnole Racing Engineering, l'écurie du champion en titre de la saison 2013 : Fabio Leimer. Ayant du mal à trouver ses marques lors de la session du matin, il est classé quatorzième, loin derrière le leader Stoffel Vandoorne. Lello reprend ensuite du poil de la bête dans la soirée en signant le quatrième meilleur temps en 1 minutes 49 secondes et 052 millièmes, derrière Vandoorne, Venturini et Haryanto qui ont réussi à descendre sous la barre des 1 minutes 49 secondes.
Un test en DTM avec Mercedes-Benz était également prévu mais Lello ne pouvait pas s'y rendre en raison du clash de date avec les essais GP2, cette dernière avait été alors préférée au DTM.
Quelques jours après les essais du GP2, Raffaele Marciello se rend une nouvelle fois à Macao pour disputer son deuxième Grand Prix. Cette épreuve étant hors-championnat, c'est libérés de toute pression éventuelle que Lello, ainsi que la plupart de ses concurrents de F3 européenne, arrivent sur le très relevé circuit urbain de Guia. L'événement possède également un caractère exceptionnel pour les écuries qui gagnent des sponsors locaux, ainsi, la combinaison et le capot moteur de la voiture de Raffaele sont en partie bleus, couleur du site de paris en ligne macanais D88.com. La première séance d'essais qualificatifs, le jeudi, est dominée par Rosenqvist et Lello n'est pas dans le rythme des premiers puisqu'il ne signe que le huitième temps. Lello redresse nettement la barre dans la séance du lendemain puisqu'il décroche la pole position de la course qualificative du samedi. La course qualificative démarre mal pour Marciello qui se fait doubler par 4 pilotes au départ. L'italien remonte en doublant Lucas Auer puis le vainqueur sortant António Félix da Costa et termine troisième derrière le vainqueur et coéquipier chez Prema Powerteam : Alex Lynn suivi de son rival de toujours Rosenqvist. Lynn part donc en pole du Grand Prix proprement dit disputé le dimanche, il se fait déborder par Rosenqvist mais ce dernier part à la faute dans le premier tour, Alex Lynn récupère son bien et tente de prendre le large alors que Marciello est en quatrième position. Raffaele essaye de trouver l'ouverture sur Pipo Derani et finit par le doubler grâce à un dépassement d'anthologie au virage de l'hôtel Lisboa. Lello feint de passer à l'extérieur de la piste et se rabat brutalement à l'intérieur et double Derani au freinage. L'italien tente ensuite de revenir sur da Costa, alors deuxième de la course, mais perd sa concentration et négocie mal le dernier virage au neuvième tour. L'arrière de sa monoplace tape le mur de pneus extérieur puis traverse la piste pour s'encastrer dans le mur d'en face dans la ligne droite principale, Marciello s'en sort indemne mais doit abandonner pour sa toute dernière course en Formule 3, alors que son coéquipier Lynn remporte le GP de Macao et devient champion intercontinental de la discipline.
Après la débâcle macanaise, Marciello se rend directement sur le circuit Motorland Aragon, en Espagne pour disputer la quatrième session d'essais de sa carrière et la seconde de la saison en Formule Renault 3.5. Après DAMS et Tech 1 Racing lors des tests précédents disputés quelques semaines plus tôt, c'est au tour de l'écurie Strakka Racing (remplaçante de P1 Motorsport) de le faire rouler pour les deux premiers jours de cette session. Les résultats sont brillants pour Lello qui ne lâche pas la tête du classement pendant les séances et qui finit même par obtenir le record du tour absolu sur le circuit en 1 minute 38 secondes 976 millièmes. Lello change d'écurie lors de la troisième et dernière journée et passe chez Arden-Caterham, il pilote alors la monoplace du troisième de la saison 2013 : António Félix da Costa, membre du Red Bull Junior Team. Ironie du sort, le pensionnaire de la Ferrari Driver Academy voit sa monoplace encore recouverte de la livrée représentant la marque autrichienne, qui est également rivale de Ferrari en Formule 1. Ce détail de décoration ne l'affecte nullement, puisqu'il domine une nouvelle fois la journée d'essais et termine en tête du classement cumulé de toute la session.
En fin d'année, Marciello est fait citoyen d'honneur de la ville de Caiazzo en Campanie (Italie), ville d'origine de ses parents.

### 2014: Première saison mitigée en GP2
Le 8 janvier 2014, l'écurie Racing Engineering annonce qu'elle recrute Raffaele Marciello pour participer au GP2 Series. Il avait déjà tourné avec l'équipe espagnole dirigée par Alfonso de Orleans-Borbón aux essais privés en fin de saison à Abou Dabi.
Avant le début de saison du GP2, il est convié par la FDA pour participer à un championnat hivernal de Formule Abarth organisé par Ferrari aux États-Unis : la Florida Winter Series. Le championnat consiste en une série de quatre épreuves de trois courses, chacune disputée sur un circuit en Floride et regroupe des jeunes pilotes issus de toutes sortes de championnats. Marciello retrouve alors Ed Jones, Nicholas Latifi et Dennis van de Laar (ses anciens adversaires en Formule 3 Européenne), ainsi que Max Verstappen (champion de Karting et fils de Jos Verstappen), la colombienne Tatiana Calderón, ses coéquipiers de la FDA Lance Stroll et Antonio Fuoco ainsi que quelques autres pilotes issus de divers championnats de kart et de monoplace. Cette mini-série permet aux jeunes pilotes de continuer à courir pendant l'intersaison et de parfaire leur pilotage.
La première manche des Florida Winter Series est disputée à Sebring les 26 et 27 janvier, la première course est remportée par Dennis van de Laar sur une piste détrempée, Raffaele termine cinquième. Le lendemain, la course 2 est une hécatombe: 7 pilotes sur 11 rejoignent la ligne d'arrivée et Lello fait partie des 5 abandons. La manche est remportée par Tatiana Calderón, seule femme engagée dans cette compétition. La dernière course, disputée peu après, voit la victoire d'Antonio Fuoco tandis que Marciello est de nouveau contraint à l'abandon.
Sur le Palm Beach International Raceway situé à Jupiter (critiqué pour sa dangerosité, on y dénombre une quinzaine de pilote tués en course depuis sa création), qui a été resurfacé et sécurisé, Marciello prend la huitième place de la première course, puis obtient une seconde place, l'un des deux meilleurs résultats de sa saison en FWS lors de la course 2. Il conclut son weekend de course par une onzième position.
Les deux dernières épreuves de la saison se déroulent sur le tracé routier du Homestead-Miami Speedway. La première épreuve est remportée par Antonio Fuoco. Il passe la ligne d'arrivée en seconde position. Marciello termine ensuite septième, puis quatrième des courses 2 et 3, remportées respectivement par Nicholas Latifi puis Antonio Fuoco.
Une semaine plus tard, les FWS organisent leur dernier meeting sur le même circuit. Le tracé est cependant légèrement modifié et comporte à la fois le premier secteur du circuit routier et le dernier virage de l'ovale. Marciello termine la première course en cinquième position mais doit abandonner lors de la seconde manche. Il termine son week-end et sa saison hivernale par une quatrième place. Il n'y a cependant pas de classement pilote dans cette série, le but étant de faire courir les pilotes course par course et non sur la durée d'un championnat. Bien qu'il ne remporte aucune course, il réalise deux secondes places et est l'un des pilotes les plus réguliers de la compétition.

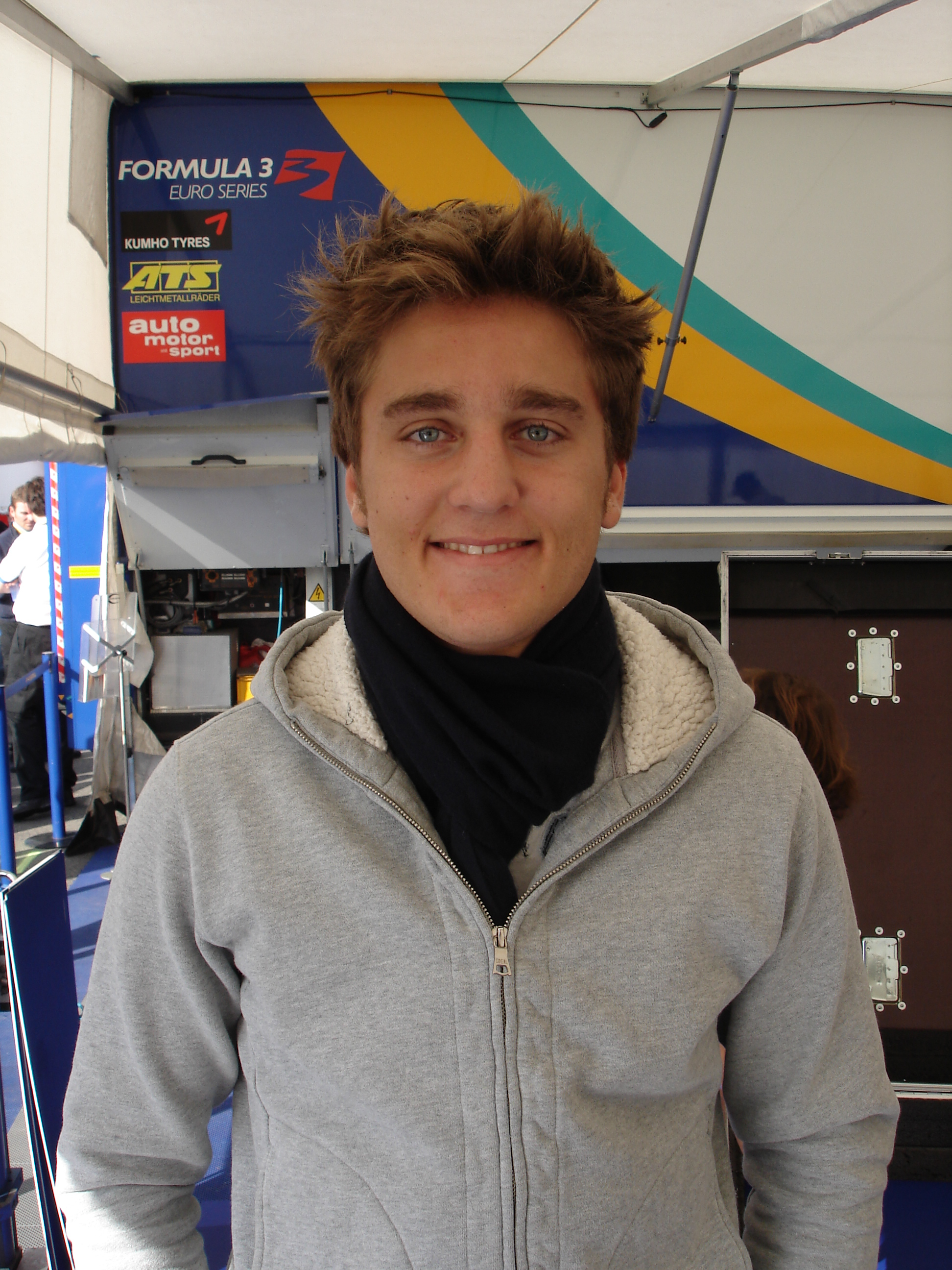
Stefano Coletti, coéquipier de Raffaele Marciello (ici en 2009).

Après s'être distingué pendant les essais officiels, Marciello entame la véritable saison de GP2 Series qui démarre le weekend des 5 et 6 avril à Bahreïn en lever de rideau du Grand Prix de Formule 1 (tout comme l'intégralité des épreuves de la saison). Associé à l'expérimenté monégasque Stefano Coletti, il réalise des qualifications honorables en décrochant le neuvième temps et empoche la huitième place sur la grille en raison d'une pénalité infligée à Felipe Nasr. Au départ de la première manche, Marciello réussit à conserver sa place, qu'il perd à la suite d'un drive-through infligé en raison d'un excès de vitesse dans la voie de stands pour son arrêt réglementaire. Raffaele  Marciello termine dix-huitième de la course quand son coéquipier remporte les douze points de la quatrième place. Lors de la seconde manche, il cale sur la grille de départ. Relégué à un tour du peloton, il effectue un dépassement symbolique sur Nathanaël Berthon et Daniel Abt, pourtant avec un tour de retard sur les deux protagonistes. Deux arrivées en fin de peloton caractérisent le début de saison de Marciello. 
Lors du meeting de Barcelone, pourtant classé quatrième des qualifications derrière son coéquipier, il doit abandonner à la suite d'une collision avec Daniel Abt et l'Argentin Facu Regalia. Il récupère quelques positions en course 2 et termine seizième.
La troisième épreuve est disputée lors des jours précédant le Grand Prix automobile de Monaco. Il y réalise un huitième temps lors des qualifications. Quelques instants après le départ de la première manche, plusieurs pilotes s'accrochent et déclenchent l'arrivée de la voiture de sécurité. Après la sortie de celle-ci, Marciello s'accroche avec Julian Leal qui perd le contrôle de sa monoplace en tentant un dépassement. Il termine cependant douzième de la course. Pendant la deuxième manche, Raffaele Marciello provoque l’arrêt en piste de Daniël de Jong à l’épingle du Grand Hôtel après trois tours, ce qui lui vaut un drive-through et un retard impossible à combler qui le relègue à la dix-neuvième place.
Le tracé du Red Bull Ring fait simultanément son retour au calendrier de la Formule 1 et du GP2 Series en juin. Après quelques séances d'essais privés, le meeting GP2 démarre avec une cinquième place en qualifications, juste derrière son coéquipier. Raffaele Marciello convertit sa cinquième place en troisième place finale lors de la course 1. Il obtient ses premiers points en GP2. Avec le système de grille inversée pour les six premiers pilotes de la course 1, il se retrouve sixième de la grille en course 2. Il finit par récidiver en troisième position grâce aux passages aux stands anticipés du leader (dus à un aileron cassé) et à quelques dépassements. Les points engrangés lors des deux courses lui permettent d'aborder la suite de la saison plus sereinement.

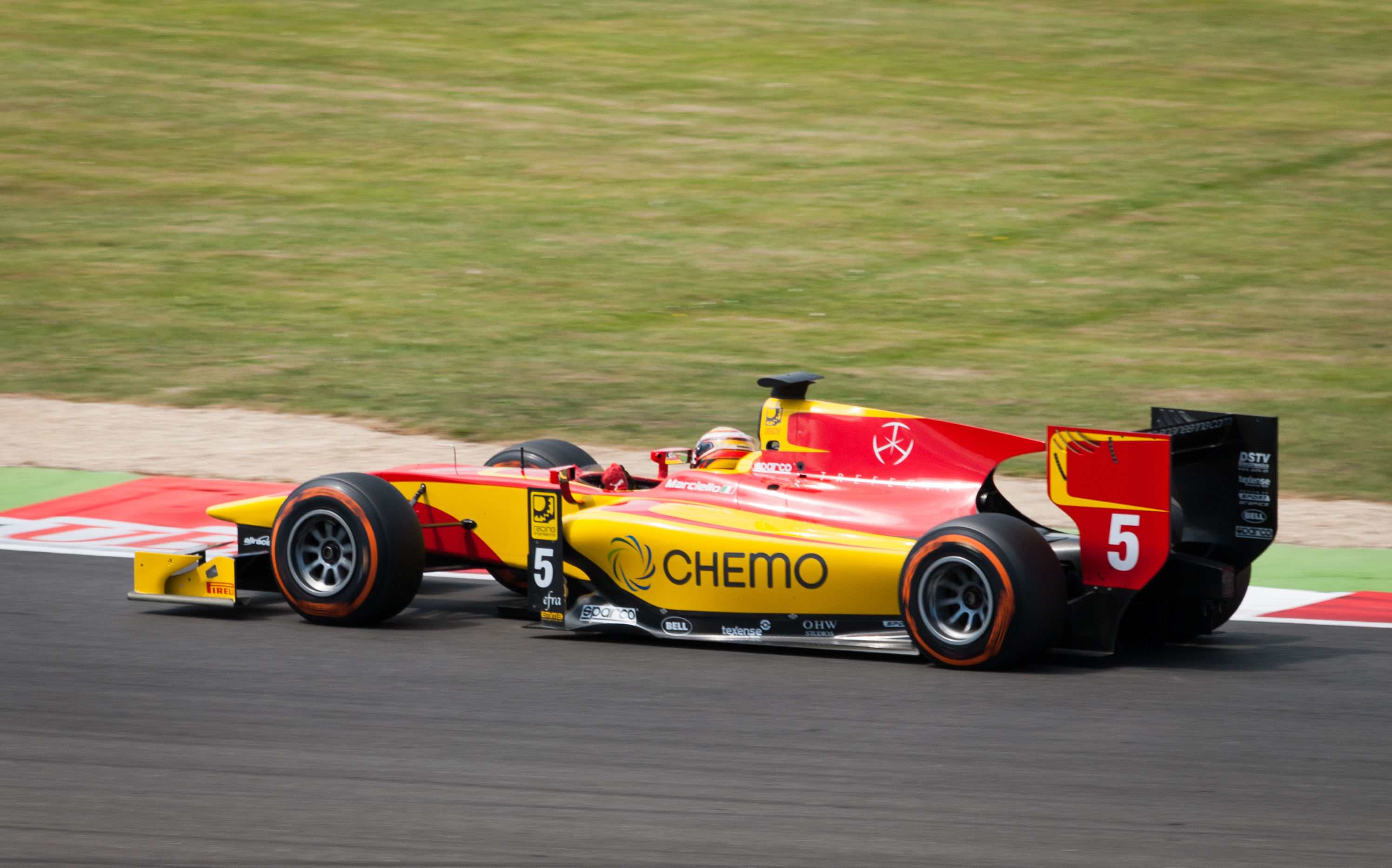
Marciello sur le Circuit de Silverstone.

Après les podiums autrichiens, il connait de nouveau un passage à vide : pourtant vainqueur des qualifications à Silverstone, il ne réussit pas à transformer sa pole position en bon résultat en raison d'un abandon prématuré en première manche. Il ne peut même pas participer à la seconde manche. En Allemagne, sa huitième place des qualifications contraste avec sa dix-septième place en course 1 et son abandon en course 2. Le scénario hongrois est presque similaire, parti septième, il termine dix-neuvième de la première manche mais se console en course sprint avec une huitième place et y réalise une remontée spectaculaire.
Après la longue pause estivale, à Spa-Francorchamps (Belgique), il remporte sa première victoire en GP2 à la suite d'un duel spectaculaire avec l'espoir local Stoffel Vandoorne, pourtant candidat dans la lutte pour le titre. Il joue de malchance en seconde course et finit quatorzième. Comme en Belgique, il se qualifie quatrième à Monza. Il doit cependant abandonner en première manche et termine dix-huitième de sa seconde course disputée à domicile. Son coéquipier et ami Jules Bianchi, hospitalisé et plongé dans un coma profond à la suite d'un accident au Grand Prix du Japon.
Le weekend du premier Grand Prix de Russie de Formule 1 comprend le GP2 qui installe son paddock de tentes sur un parking à l'intérieur du tracé de l'Autodrome de Sotchi. Raffaele Marciello obtient une cinquième place sur la grille. Il réussit à terminer sur le podium de la première course et engrange les 15 points de la troisième place. Bien que parti sixième de la seconde manche russe, il est contraint à l'abandon au seizième tour. En attendant la reprise du GP2, Marciello est officiellement promu pilote de remplacement de Ferrari pour le Grand Prix des États-Unis et le Grand Prix du Brésil de Formule 1.
La saison se termine fin novembre dans le cadre du dernier Grand Prix de F1, à Abou Dabi. Treizième des qualifications, il remonte seulement deux places en course principale pour terminer onzième. Il termine malgré tout en finissant septième de la course. Il termine neuvième du championnat pour sa première saison en GP2.
La semaine suivant le Grand Prix a lieu une série d'essais privés officiels de Formule 1 réservés aux jeunes pilotes. Il est aligné par la Scuderia Ferrari pour remplacer Jules Bianchi à ces essais et termine second des séances derrière Pascal Wehrlein, pilote d'essais Mercedes et ancien adversaire en Formule 3. Il devance par ailleurs le jeune Max Verstappen, promu en Formule 1 en 2015.

### 2017: Reconversion en GT
Terminant quatrième du championnat GP2 en 2016, il se tourne vers le GT3 en 2017 et s'engage en Blancpain GT Series avec le team AKKA-ASP de Jérôme Policand sur une Mercedes-AMG GT3. Il est à présent dans l'effectif des pilotes Mercedes AMG.

## Carrière

### Résultats saisons (karting)
| Saison | Championnat                              | Équipe               | Position |
| ------ | ---------------------------------------- | -------------------- | -------- |
| 2005   | Championnat de Suisse - Super Mini       |                      | 1er      |
| 2005   | Bridgestone Cup Switzerland - Super Mini |                      | 2e       |
| 2006   | Championnat de Suisse - Super Mini       | KC Ticino            | 2e       |
| 2006   | Champions Cup - Super Mini               |                      | 1er      |
| 2007   | Championnat de Suisse - KF3              | KC Ticino            | 2e       |
| 2007   | Bridgestone Cup Europe - KF3             |                      | 2e       |
| 2007   | Bridgestone Cup Switzerland - KF3        |                      | 4e       |
| 2008   | South Garda Winter Cup - KF3             | Spirit               | 11e      |
| 2008   | Italian Open Masters - KF3               | Spirit               | 7e       |
| 2008   | Torneo Industrie - KF3                   | Claudio Marciello    | 3e       |
| 2008   | Copa Campeones Trophy - KF3              | Claudio Marciello    | 1er      |
| 2008   | Championnat d'Espagne - KF3              |                      | 31e      |
| 2008   | WSK International Series - KF3           | Tony Kart Junior RT  | 14e      |
| 2008   | CIK-FIA Championnat d'Europe - KF3       | Tony Kart Junior RT  | 17e      |
| 2008   | Bridgestone Cup Europe - KF3             |                      | 33e      |
| 2009   | South Garda Winter Cup - KF3             | Intrepid Junior Team | 2e       |
| 2009   | Trofeo Andrea Margutti - KF3             | Intrepid Junior Team | 3e       |
| 2009   | WSK International Series - KF3           | Intrepid Junior Team | 4e       |
| 2009   | CIK-FIA Monaco Kart Cup - KF3            | Morsicani            | 14e      |
| 2009   | CIK-FIA Championnat d'Europe - KF3       | Intrepid Junior Team | 4e       |
| 2009   | CIK-FIA Coupe du monde - KF3             | Intrepid Junior Team | 21e      |
| 2010   | Trofeo Andrea Margutti - KF2             |                      | 24e      |

### Résultats saisons (sport automobile)
| Saison | Championnat                            | Équipe             | Courses         | Victoires       | Poles           | M/Tours         | Podiums         | Points          | Position        |
| ------ | -------------------------------------- | ------------------ | --------------- | --------------- | --------------- | --------------- | --------------- | --------------- | --------------- |
| 2010   | Championnat d'Italie de Formule Abarth | JD Motorsport (en) | 13              | 2               | 0               | 2               | 4               | 91              | 3e              |
| 2011   | Championnat d'Italie de Formule 3      | Prema Powerteam    | 14              | 2               | 1               | 2               | 6               | 123             | 3e              |
| 2011   | Trophée international de Formule 3     | Prema Powerteam    | 2               | 0               | 0               | 0               | 0               | N/A             | n.c†            |
| 2012   | Toyota Racing Series                   | M2 Competition     | 15              | 1               | 0               | 1               | 2               | 535             | 9e              |
| 2012   | Championnat d'Europe de Formule 3      | Prema Powerteam    | 20              | 7               | 4               | 6               | 9               | 228,5           | 2e              |
| 2012   | Formule 3 Euro Series                  | Prema Powerteam    | 24              | 6               | 2               | 6               | 4               | 219,5           | 3e              |
| 2012   | Masters de Formule 3                   | Prema Powerteam    | 1               | 0               | 0               | 0               | 1               | N/A             | 2e              |
| 2012   | Coupe intercontinentale de Formule 3   | Prema Powerteam    | 2               | 0               | 0               | 0               | 0               | N/A             | 8e              |
| 2013   | Championnat d'Europe de Formule 3      | Prema Powerteam    | 30              | 13              | 12              | 8               | 19              | 489,5           | Champion        |
| 2013   | Coupe intercontinentale de Formule 3   | Prema Powerteam    | 2               | 0               | 1               | 0               | 0               | N/A             | n.c             |
| 2014   | Florida Winter Series                  | Ferrari D.A.       | 12              | 0               | 0               | 0               | 2               | N/A             | n.c             |
| 2014   | GP2 Series                             | Racing Engineering | 22              | 1               | 1               | 1               | 4               | 74              | 8e              |
| 2015   | Formule 1                              | Sauber F1 Team     | Pilote d'essais | Pilote d'essais | Pilote d'essais | Pilote d'essais | Pilote d'essais | Pilote d'essais | Pilote d'essais |
| 2015   | GP2 Series                             | Trident Racing     | 21              | 0               | 0               | 0               | 4               | 110             | 7e              |
| 2016   | GP2 Series                             | Russian Time       | 22              | 0               | 0               | 0               | 6               | 159             | 4e              |
| 2017   | Formule 2                              | Trident Racing     | 2               | 0               | 0               | 0               | 0               | 0               | 29e             |

| Icône  | Légende                                 |
| ------ | --------------------------------------- |
| †      | Pilote invité, ne marque aucun point    |
| (*)    | Saison en cours                         |
| N/A    | Points non attribués                    |
| n.c    | Non classé au championnat               |
| (cat.) | Résultats indiqués dans cette catégorie |

Note: certaines courses sont communes à plusieurs championnats.

### Palmarès
- Troisième du Championnat d'Italie de Formule Abarth 2010
- Troisième du Championnat d'Italie de Formule 3 2011
- Troisième de la Formule 3 Euro Series 2012
- Vice-champion d'Europe de Formule 3 2012
- Vainqueur du Grand Prix automobile de Pau 2012
- Deuxième des Masters de Formule 3 2012
- Champion d'Europe de Formule 3 2013

### Distinctions
- Casque d'Or du magazine Autosprint 2013
- Citoyen d'honneur de la ville italienne de Caiazzo fin 2013

### Résultats complets
| Série    | Année | Voiture                | 1         | 2         | 3         | 4         | 5         | 6         | 7        | 8         | 9         | 10        | 11        | 12        | 13        | 14        | 15       | 16        | 17        | 18        | 19       | 20        | 21        | 22       | 23        | 24        | 25       | 26        | 27        | 28       | 29       | 30        | Classement |
| -------- | ----- | ---------------------- | --------- | --------- | --------- | --------- | --------- | --------- | -------- | --------- | --------- | --------- | --------- | --------- | --------- | --------- | -------- | --------- | --------- | --------- | -------- | --------- | --------- | -------- | --------- | --------- | -------- | --------- | --------- | -------- | -------- | --------- | ---------- |
| F3 ITA   | 2011  | Dallara F308-Fiat      | FRA 1 3e  | FRA 2 6e  | MIS 1 10e | MIS 2 1er | ENZ 1 Abd | ENZ 2 5e  | SPA 1 3e | SPA 2 4e  | ADR 1 er  | ADR 2 10e | VAL 1 2e  | VAL 2 12e | MUG 1 6e  | MUG 2 6e  | MNZ 1 6e | MNZ 2 e   |           |           |          |           |           |          |           |           |          |           |           |          |          |           | 3e         |
| F3 EURO  | 2012  | Dallara F312-Mercedes  | HO1 1 6e  | HO1 2 17e | PAU 1 er  | GPP 2 1er | BRA 1 er  | BRA 2 1er | RED 1 er | RED 2 8e  | NOR 1 22e | NOR 2 1er | SPA 1 11e | SPA 2 14e | NÜR 1 6e  | NÜR 2 Abd | ZAN 1 4e | ZAN 2 Abd | RIC 1 er  | RIC 2 3e  | HO2 1 3e | HO2 2 8e  |           |          |           |           |          |           |           |          |          |           | 2e         |
| F3 EURO  | 2013  | Dallara F312-Mercedes  | MNZ 1 er  | MNZ 2 e   | MNZ 3 1er | SIL 1 6e  | SIL 2 e   | SIL 3 1er | HO1 1 er | HO1 2 1er | HO1 3 4e  | BRA 1 2e  | BRA 2 1er | BRA 3 Dsq | RED 1 4e  | RED 2 13e | RED 3 6e | NOR 1 er  | NOR 2 3e  | NOR 3 2e  | NÜR 1 er | NÜR 2 1er | NÜR 3 1er | ZAN 1 5e | ZAN 2 16e | ZAN 3 Abd | VAL 1 er | VAL 2 Abd | VAL 3 1er | HO2 1 2e | HO2 2 4e | HO2 3 1er | Champion   |
| F3 INTER | 2012  | Dallara F312-Mercedes  | GUI 1 11e | MGP 2 8e  |           |           |           |           |          |           |           |           |           |           |           |           |          |           |           |           |          |           |           |          |           |           |          |           |           |          |          |           | 8e         |
| F3 INTER | 2013  | Dallara F312-Mercedes  | GUI 1 3e  | MGP 2 Abd |           |           |           |           |          |           |           |           |           |           |           |           |          |           |           |           |          |           |           |          |           |           |          |           |           |          |          |           | n.c        |
| GP2      | 2014  | Dallara GP2/11-Renault | BAH 1 18e | BAH 2 24e | CAT 1 Abd | CAT 2 16e | MON 1 12e | MON 2 19e | RED 1 3e | RED 2 3e  | SIL 1 Abd | SIL 2 Abd | HOC 1 17e | HOC 2 Abd | HUN 1 19e | HUN 2 8e  | SPA 1 er | SPA 2 14e | MNZ 1 Abd | MNZ 2 18e | SOC 1 3e | SOC 2 Abd | YAS 1 11e | YAS 1 7e |           |           |          |           |           |          |          |           | 9e         |

## Informations diverses
- Si Lello est connu pour son style de pilotage assez agressif, il est plutôt réservé, introverti, timide, dans la vie privée.
- Son pilote préféré est Robert Kubica.
- Son circuit préféré est le Mugello.
- Ses hobbies sont le football et les jeux vidéo.
- Il mesure 184 centimètres et pèse 64 kilogrammes[150].